# Черокі (округ, Айова)
Шаблон:StateAbbr_ 42°44′05″ пн. ш. 95°37′27″ зх. д. / 42.734722222222° пн. ш. 95.624166666667° зх. д.
Округ Черокі (англ. Cherokee County) — округ (графство) у штаті Айова, США. Ідентифікатор округу 19035.

## Історія
Округ утворений 1851 року.

## Демографія
За даними перепису
2000 року
загальне населення округу становило 13035 осіб, зокрема міського населення було 4828, а сільського — 8207.
Серед мешканців округу чоловіків було 6430, а жінок — 6605. В окрузі було 5378 домогосподарств, 3598 родин, які мешкали в 5850 будинках.
Середній розмір родини становив 2,91.
Віковий розподіл населення поданий у таблиці:
| Стать    | До 15 років | 15-21 | 22-29 | 30-39 | 40-49 | 50-65 | 65-85 | Понад 85 |
| -------- | ----------- | ----- | ----- | ----- | ----- | ----- | ----- | -------- |
| Чоловіки | 1321        | 673   | 443   | 764   | 1076  | 1057  | 1001  | 95       |
| Жінки    | 1215        | 546   | 439   | 749   | 1039  | 1059  | 1268  | 290      |

## Суміжні округи
- О'Браєн — північ
- Буена-Віста — схід
- Іда — південь
- Вудбері — південний захід
- Плімут — захід

## Виноски
1. ↑  U.S. Decennial Census. United States Census Bureau. Архів оригіналу за 26 квітня 2015. Процитовано 14 липня 2014.
2. ↑  Historical Census Browser. University of Virginia Library. Архів оригіналу за 11 серпня 2012. Процитовано 14 липня 2014.
3. ↑  Population of Counties by Decennial Census: 1900 to 1990. United States Census Bureau. Архів оригіналу за 22 квітня 2014. Процитовано 14 липня 2014.
4. ↑  Census 2000 PHC-T-4. Ranking Tables for Counties: 1990 and 2000 (PDF). United States Census Bureau. Архів оригіналу (PDF) за 18 грудня 2014. Процитовано 14 липня 2014.
5. ↑  State & County QuickFacts. United States Census Bureau. Архів оригіналу за 18 лютого 2016. Процитовано 14 липня 2014. [Архівовано 2016-02-18 у Wayback Machine.](англ.) Наведено за англійською вікіпедією.
6. ↑  American FactFinder. Бюро перепису населення США. Архів оригіналу за 26 лютого 2012. Процитовано 31 січня 2008. [Архівовано 2008-05-21 у Wayback Machine.]

| США | Це незавершена стаття з географії США. Ви можете допомогти проєкту, виправивши або дописавши її. |